# Santo Antônio do Içá
Santo Antônio do Içá es un municipio de Brasil situado en el estado de Amazonas, con una población de 30.226 habitantes. Está situada a 1.104 km de Manaus. Posee un área de 12.111 km².